# Carex bebbii
Espèce
Classification phylogénétique
Carex bebbi est une espèce de plantes du genre Carex et de la famille des Cyperaceae.